# Belandang
Belandang is een bestuurslaag in het regentschap Ogan Komering Ulu van de provincie Zuid-Sumatra, Indonesië. Belandang telt 1053 inwoners (volkstelling 2010).